# Erik de Bruin

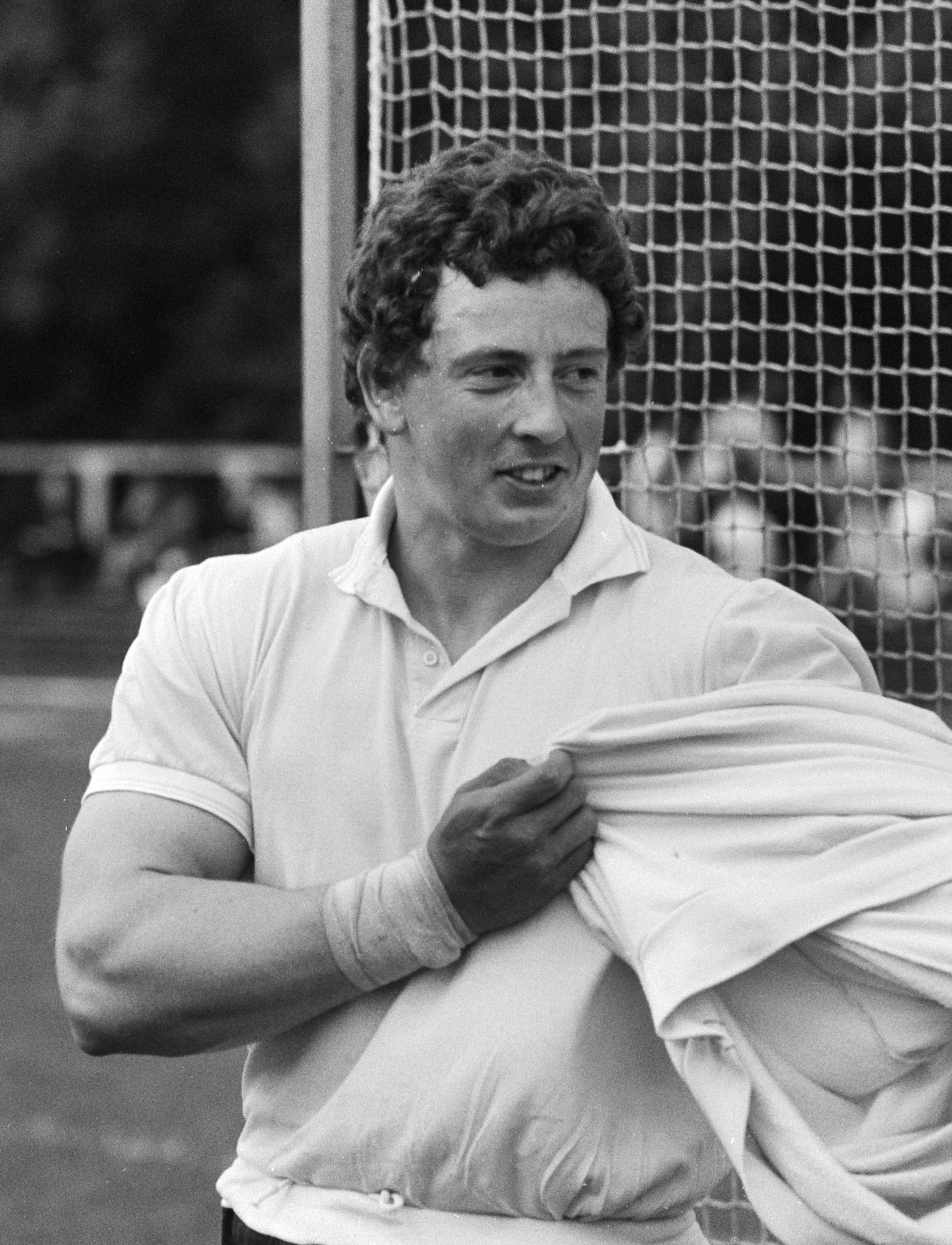
Erik de Bruin 1984

Erik de Bruin (* 25. Mai 1963 in Hardinxveld-Giessendam) ist ein ehemaliger niederländischer Diskuswerfer und Kugelstoßer.
Er nahm an den Olympischen Spielen 1984 teil, wo er Achter im Kugelstoßen und Neunter im Diskuswurf wurde. In Seoul wurde er bei den Olympischen Spielen 1988 wiederum Neunter mit dem Diskus. Den größten Erfolg seiner Karriere feierte er bei den Leichtathletik-Weltmeisterschaften 1991 in Tokio, als er hinter Lars Riedel die Silbermedaille im Diskuswurf gewann. Zuvor hatte er bei den Europameisterschaften 1990 ebenfalls Silber mit dem Diskus errungen.
De Bruin hält mit 68,12 m den niederländischen Rekord im Diskuswurf (aufgestellt am 1. April 1991 in Sneek). Zeitweise hielt er mit einer Weite von 20,95 m auch den Landesrekord im Kugelstoßen (aufgestellt am 14. Mai 1986 in Leiden). Beim ASV-Sportfest 1993 in Köln wurde er positiv auf Testosteron und HCG getestet. In den Niederlanden wurde er freigesprochen, aber später vom Weltleichtathletikverband IAAF für vier Jahre gesperrt.
De Bruin ist mit der irischen Schwimm-Olympiasiegerin Michelle Smith verheiratet, deren Trainer er auch war. Auch seine jüngere Schwester Corrie de Bruin war als Leichtathletin aktiv.